# Nostromo
Nostromo este un roman din 1904 scris de autorul polonezo-britanic Joseph Conrad, care are acțiunea în America de Sud, în republica fictivă Costaguana. Romanul a fost inițial publicat în serial în două volume din T.P.'s Weekly.
În 1998, editura Modern Library l-a clasat pe locul 47 în lista celor mai bune 100 romane în limba engleză ale secolului al XX-lea. F. Scott Fitzgerald a spus: „aș fi preferat să fi scris mai degrabă Nostromo decât oricare alt roman”.